# Кресна
Кресна (болг. Кресна) — город в Благоевградской области Болгарии. Административный центр общины Кресна. Находится примерно в 34 км к югу от центра города Благоевград. По данным переписи населения 2011 года, в городе проживало 3470 человек. Город известен последним сражением Второй Балканской войны в 1913 году между греческой и болгарской армиями.

## Население
| Год     | 1934 | 1946 | 1956 | 1965 | 1975 | 1985 | 1992 | 2001 | 2011 |
| ------- | ---- | ---- | ---- | ---- | ---- | ---- | ---- | ---- | ---- |
| Жителей | 738  | 1679 | 2667 | 3275 | 3641 | 4059 | 4116 | 3849 | 3470 |

| Национальность  | Человек | Процент |
| --------------- | ------- | ------- |
| болгары         | 3313    | 98,75 % |
| цыгане          | 15      | 0,45 %  |
| не определились | 13      | 0,39 %  |
| Всего ответов   | 3355    |         |

|  |